# Сервера-и-Топете, Паскуаль
Паскуа́ль Серве́ра-и-Топе́те (исп. Pascual Cervera y Topete; 18 февраля 1839, Медина-Сидония — 3 апреля 1909, Пуэрто-Реаль) — испанский адмирал.
Будучи младшим лейтенантом, принимал участие в морских операциях на побережье Марокко в кампаниях 1859—1860 годов. Участвовал в операциях у островов Сулу и Филиппин, а затем на Вест-Индском театре военных действий во время первой кубинской войны (1868—1878 годы). Возвратившись в Испанию в 1873 году, поступил на службу к карлистам. Проявил себя в обороне Караккского арсенала около Кадиса против федеральных войск.
В 1892 году стал морским министром в правительстве Сагасты, но вышел из состава кабинета, когда обнаружил, что его коллеги по политическим мотивам не хотят поддерживать его реформы и, более того, неблагоразумно урезают морской бюджет.
В 1898 году, во время войны с Соединёнными Штатами, был назначен главнокомандующим испанской эскадрой, отправленной в начале мая к Вест-Индским островам. Критически оценивал качества вверенного ему флота, что видно из писем Серверы, опубликованных после окончания войны. В апреле-мае совершил переход через Атлантический океан, но из-за нехватки угля не смог дойти до укреплённой Гаваны и укрылся в Сантьяго-де-Куба, где был заперт американцами.
3 июля 1898 года, исполняя приказ генерал-губернатора Кубы маршала Бланко, попытался прорваться через американскую блокаду, но неудачно. В сражении у Сантьяго-де-Куба флагманский корабль «Инфанта Мария-Тереза» получил тяжёлые повреждения от артиллерийского огня противника и загорелся. После ранения командира корабля Сервера приказал повернуть к берегу, где «Инфанта Мария-Тереза» выбросилась на мель. Вся остальная эскадра тоже была уничтожена. Из 2227 участвовавших в сражении испанских моряков 323 были убиты, большинство остальных попали в плен, включая адмирала.
После окончания войны и освобождения из плена вернулся на родину, где Сервера и его капитаны были преданы военному суду за сдачу в плен, но оправданы. В 1901 году стал вице-адмиралом, в 1902 году — командующим испанским флотом, в 1903 году — пожизненным сенатором.